# Nagaoka-kyō
Nagaoka-kyō (長岡京) foi a capital do Japão entre 784 e 794. 

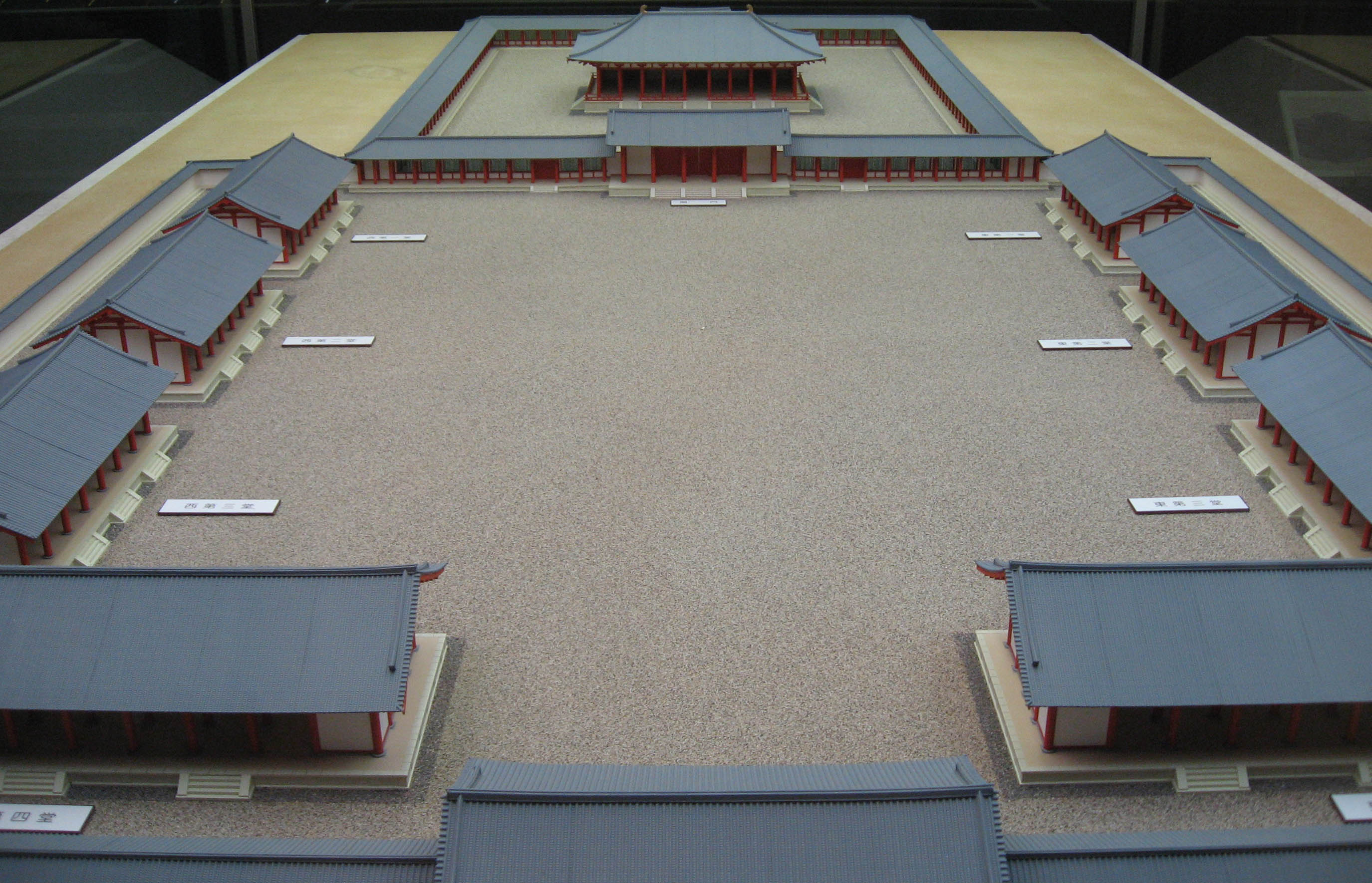
Chōdō-in (朝堂院) de Nagaoka-kyō (modelo do Palácio)

Em 784, o Imperador Kammu mudou a capital de Nara (então chamada Heijō-kyō). De acordo com Shoku Nihongi, a razão da mudança seria de que o novo local teria melhores condições para a captação de água. Outras explicações foram dadas, incluindo o desejo de Kammu escapar do poder dos budistas e da aristocracia, e com o apoio dos imigrantes, de quem sua mãe era descendente.
Em 785, o administrador encarregado da nova capital, Fujiwara no Tanetsugu, foi assassinado. O irmão do imperador, o príncipe Sawara , foi implicado, exilado para a Província de Awaji, morreu no caminho . 
Em 794, o Imperador Kammu mudou a capital para Heian-kyō (no centro da atual cidade de Kyoto). As razões para a nova mudança incluem as freqüentes inundações dos rios, e as doenças causadas por essas inundações, que inclusive afetaram a imperatriz e o príncipe; além do medo do espírito do falecido Príncipe Sawara .
As escavações das ruínas de Nagaoka-kyō começaram em 1954 e revelaram os restos de um portão da residência imperial .